# Национально-патриотический фронт «Память»
«Национально-патриотический фронт (НПФ) „Память“», также известный как Общество «Память» — русская неофашистская
антисемитская
антисионистская монархическая организация, созданная в 1980 году. Может называться также черносотенной организацией, поскольку разделяет идеи этого движения начала XX века.
Старейшая антисемитская националистическая группа в новейшей России. В конце 1980-х годов доминировала в движении русских антисемитов.

## Идеология
Идеология носила в основном «православно-монархический» характер. Выступая за установление в стране самодержавного строя, НПФ «Память» отказывала потомкам династии Романовых в праве на российский престол, считая, что нового монарха должен «призвать» (именно «призвать», а не избрать — потому что «Память» является принципиальным противником любых выборов) сам народ на созванном специально для этого Земском соборе.
В 1990 году ответственный секретарь общества «Память» А. Э. Кулаков говорил о действиях «сионистов», направленных на разрушение «арийского мира» и православной веры. По его утверждению, и отцы Церкви, и «ведические дохристианские проповедники» предписывали России покончить с «мировым злом в виде сионизма».
С 1994 года идеология «Памяти» трансформировалась в направлении радикальной ксенофобии и антисемитизма, а также убеждения в существовании «жидомасонского заговора» против России и русского народа.
На II съезде НПФ «Память» (13—14 декабря 1994) лидер «Памяти» Дмитрий Васильев осудил не только демократическую («сионистскую», «космополитическую»), но и национал-социалистическую идеологии как происходящие от идеологии социал-демократической («Мы не нацисты и не экстремисты, мы — убеждённые сторонники самодержавия, наш идеал — Русь в виде православного царства»). Съезд также одобрил экономическую программу «Памяти», в основу которой была положена концепция безналоговой экономики, разработанная аналитической группой по социально-экономическим проблемам «Содружество» в противовес «сатанизации мировой экономики» и «экспансии иудейско-протестантской формы экономических отношений». «Память» выступала за достижение Россией «экономического самоудовлетворения», «восстановление традиционной структуры Верховной власти и системы управления Державой» (то есть самодержавия). В качестве рычагов управления экономикой предлагалось государственное кредитование, ужесточение режима внешней торговли (вплоть до введения государственной монополии). «Память» выступала против частной собственности на землю, за её рентное использование.
В сентябре 1998 года в заявлении «Пора жить по-русски!» НПФ «Память» выступил со следующим планом неотложных мер: выкуп у населения всей долларовой наличности с последующим предъявлением её МВФ и правительству США в качестве погашения долговых обязательств России; запрет функционирования на территории России «сионистских коммерческих банков», запрет на самостоятельное установление банками кредитных процентных ставок; односторонняя конвертация рубля с увеличением его стоимости не менее чем в 10 раз по сравнению с долларом; жёсткое уголовное преследование за использование иностранной валюты на внутрироссийском рынке и т. п.
С Обществом «Память» сотрудничали митрополит Санкт-Петербургский и Ладожский Иоанн (Снычёв) и епископ Русской православной церкви заграницей Варнава (Прокофьев).
В 2014 году фронт «Память» выступил в поддержку пророссийских протестующих на юго-востоке Украины и осудил сторонников Евромайдана.

## История
Как общественная организация «Память» возникла в Москве в 1980 году. Первоначально выступала как любительское историко-культурное объединение общественных активистов из городского отделения Общества охраны памятников истории и культуры (инженер Минавиапрома Г. Фрыгин, музыканты В. и Е. Поповы, слесарь К. Андреев, артист В. Кузнецов, полковник МВД А. Лобзов). Своё название взяла от романа-эссе Владимира Чивилихина. К концу 1986 года «Память» превратилась в организацию, претендующую на роль главного идеолога зарождающегося русского националистического движения.
Павел Хлебников в книге «Крёстный отец Кремля Борис Березовский, или история разграбления России», ссылаясь на Олега Калугина, пишет, что «националистическая группа „Память“… образовалась при помощи КГБ».
В мае 1987 года активисты общества провели на Манежной площади в Москве митинг в поддержку перестройки, начатой в стране, и против её саботажников. Это мероприятие не встретило жёстких репрессий со стороны властей. Участники митинга даже добились встречи с тогдашним первым секретарём Московского горкома КПСС Борисом Ельциным, который внимательно их выслушал и обещал учесть их пожелания.
В декабре 1987 года общество поддержал Горбачёв:
Вот «Память». Там верховодит сомнительная публика, тонкий слой с монархическим уклоном, не говоря уже обо всём остальном. Но масса-то включилась в движение по соображениям вполне нормальным. Хотят сохранить памятники старины. Это же надо различать. Надо же уметь работать.
В 1986—1987 годах организации с тем же названием появились и в других городах РСФСР. Рост рядов «Памяти» сопровождался многочисленными конфликтами между её основателями и лидерами. В 1987—1989 годах «Память» раздробилась на несколько групп, общим у которых была только вера в существование всемирного «сиономасонского заговора» и название. К началу 1990-х годов действовало несколько организаций, носящих это название:
- Национально-патриотический фронт «Память» (Дмитрий Васильев)
- Национально-патриотический фронт «Память» (Николай Филимонов — И. Кварталов)
- Православный национальный патриотический фронт «Память» (Александр Кулаков — Сергей Воротынцев)
- Русский народно-демократический фронт — Движение «Память» (Игорь Сычев)
- Русский национально-патриотический фронт «Память» (Николай Лысенко)
- Союз за национально-пропорциональное представительство «Память» (Константин Смирнов-Осташвили)
- Всемирный антисионистский и антимасонский фронт «Память» (Валерий Емельянов)
- Координационный совет патриотического движения «Память» (братья Вячеслав и Евгений Поповы)
- Русское собрание «Память» (Игорь Щеглов)
- Историко-патриотическое объединение «Память» (Игорь Николаев — Николай Гетманов)

Директор Антидиффамационной лиги Вильям Кори писал, что анонимная антисемитская фальшивка «Катехизис еврея в СССР» появился в октябре 1989 года в Челябинске, где распространялся в виде буклета. Источником публикации Кори называет московскую организацию «Память».
В 1990 году от НПФ «Память» Дмитрия Васильева откололись:
- Республиканская народная партия России (Николай Лысенко)
- Русское национальное единство (Александр Баркашов)
- Национал-социальный союз (Виктор Якушев).[17] Как потом выяснилось, множественность «Памятей» была организована 5-м Управлением (идеологическим) КГБ СССР с привлечением МГК КПСС с целью дискредитации организации Дмитрия Васильева.[17][неавторитетный источник]

18 января 1990 года в ЦДЛ общество «Память» выступило против членов общества «Апрель» («писатели в поддержку перестройки»). Тогда был избит литератор Анатолий Курчаткин.
Об этой истории в своих книгах позднее писали участники события, в частности писатель Александр Рекемчук (установить причастность к этому избиению членов НПФ «Память» Д. Васильева не удалось):

Газеты и еженедельники пестрели сенсационными сообщениями о погроме… 23 января Анатолия Курчаткина и меня пригласили для участия в программе «Взгляд». В ту пору «Взгляд» имел неслыханную популярность. Его смотрели по системе «Орбита» десятки миллионов зрителей на пространстве от Сахалина до Балтики, от Норильска до Ферганы. Программу вели молодые журналисты Владислав Листьев, Артём Боровик, Владимир Мукусев, Александр Политковский, Евгений Додолев.
Впервые телезрителям показали кадры, снятые Стеллой Алейниковой-Волькенштейн в тот вечер. Потом был вопрос: что это такое? У меня сохранилась аудиозапись передачи: «Курчаткин: …Одна страшная вещь: мы имеем дело с той разновидностью национального сознания, которую можно назвать словом „чёрный национализм“. Рекемчук: Мы давно и, пожалуй, напрасно прибегаем к эвфемизмам, говоря об этом явлении. Мы явно избегаем произносить слово „фашизм“. Вот почему мы предпочитаем говорить обиняками. Но нужно называть вещи своими именами: это движение политическое, фашистское».

После августа 1991 года активность различных ответвлений «Памяти» резко снизилась. Все они, за исключением Национально-патриотического фронта «Память», фактически перестали существовать. Летом 1992 года «Память» покинул А. Р. Штильмарк, создавший организацию «Чёрная Сотня». Осенью 1992 года НПФ «Память» привлёк к себе внимание скандалом в редакции газеты «Московский комсомолец», куда активисты НПФ ворвались с целью «предупредить» руководство издания о возможных последствиях (клеветнических, по мнению её членов) выступлений против «Памяти». В событиях сентября-октября 1993 года «Память» участия не принимала, высказав при этом поддержку действиям Бориса Ельцина по роспуску парламента. В выборах в Федеральное Собрание в 1993 году — тоже (руководство «Памяти» считало, что выборы имеют заранее заданный результат).
В октябре 1991 года в эфир вышла радиостанция «Память» с ежедневной программой «Отечество, память и ты». При этом вещание производилось из собственной студии НПФ, оборудованной его активистами, чего до сих пор не было ни с одной общественной организацией. Радиостанция проработала до июля 1995 года и остановила свою деятельность из-за нехватки финансирования.
В феврале 1994 года НПФ «Память», совместно с центристским блоком политических партий и общественных движений, Российским консервативным союзом, движением «Русь державная», Инновационным социологическим центром, учредил Движение национального возрождения России, целями которого были объявлены возрождение в России «триединства Бога, Царя и Нации» и «восстановление основ Российской Державы на сословных принципах» — с перспективой установления через 10—15 лет монархического строя (до этого времени ДНВР обещало оказывать поддержку институту президентства). Председателем ДНВР стал Дмитрий Васильев, сопредседателями — лидер центристского блока Владимир Воронин и заместитель председателя НПФ «Память» Олег Быков. Новоучреждённая организация ничем, однако, себя не проявила и прекратила существование фактически сразу же после создания.
Прошедший 13—14 декабря 1994 года II всероссийский съезд НПФ «Память» поддержал ввод федеральных войск в Чечню, одновременно осудив телевидение за «антинародную, антипатриотическую деятельность».
31 июля 1995 года НПФ «Память» был зарегистрирован Министерством юстиции как межрегиональная организация. На выборах во II Государственную Думу лидер НПФП Дмитрий Васильев неудачно баллотировался по 204-му Чертановскому одномандатному округу Москвы, проиграв Сергею Ковалёву. Во время президентских выборов 1996 года НПФП поддерживал Бориса Ельцина, рассматривая усиление его позиций как очередной шаг по пути к реставрации в России самодержавия.
В течение 1996—1998 годов НПФ «Память» неоднократно проводил митинги и пикеты с требованием убрать с башен Кремля звёзды («сатанинские знаки») и вернуть на их место двуглавых орлов.

### Новейшая история
После смерти Дмитрия Васильева (2003) НПФ «Память» на экстренном заседании Центрального Совета НПФ «Память», прошедшем под председательством духовника почившего Дмитрия Васильева епископа Серафима, исполняющим обязанности председателя был назначен член Центрального совета Николай Борисович Скородумов. Прошедший в 2004 году Съезд избрал его председателем Центрального совета НПФ «Память».
В 2005 году несколько членов Центрального совета заявили о своём несогласии с деятельностью действующего председателя, который не удовлетворил их требование о выводе из членов ЦС А. Поткина, так как, по его мнению, это было несправедливо, и остальные члены Центрального совета с ним согласились. Это послужило причиной подачи вышеуказанными членами заявлений о своём выходе из ЦС и организации в целом, о чём ими было дано сообщение в газете «Русский Вестник» № 4 (658) за 2005 год. Этот шаг резко сократил активность организации, но не прекратил её существования.
В июле 2009 года руководитель московского подразделения НПФ «Память» Георгий Боровиков без согласования с Центральным советом создал фактически новую общественную организацию — Русский Фашистский Орден (РФО) «Память», переименованный им впоследствии в Русский Фронт Освобождения, и провёл её съезд. Центральный совет Национально-Патриотического Фронта «Память», собравшийся в августе 2009 года, своим решением не признал РФО «Память» правопреемницей действующей организации НПФ «Память» и вывел Георгия Боровикова из рядов НПФ за пропаганду идей национал-социализма, несовместимых с идеологией Национально-Патриотического Фронта «Память». Соответствующее заявление опубликовано в газете «Русский Вестник» № 19 (777) за 2009 год.
4 ноября того же года прошёл очередной съезд Национально-Патриотического Фронта «Память» под председательством Н. Б. Скородумова. Съезд обсудил доклад председателя, одобрил деятельность организации и переизбрал его Председателем, пополнив ЦС новыми членами. Сообщение о результатах работы данного съезда было помещено в газете «Русский вестник» № 24 (782) за 2009 год.
С 2004 года руководителем Центрального Совета НПФ «Память» являлся Н. Б. Скородумов.
В 2012 году Георгий Боровиков и Виталий Викторович Шишкин в Подмосковье на основе РФО «ПАМЯТЬ» создали первый Русский Правозащитный Центр и международный институт по обучению тактике проведения правозащитных онлайн-кампаний. После ареста Боровикова Шишкин создавал политическую партию «Правые за европейское развитие».
В конце 2016 года в издательстве «Центрполиграф» вышла документальная книга И. Молотова «Чёрная дюжина. Общество смелых», посвящённая данной организации.
1 сентября 2021 года стало известно о смерти Николая Скородумова: согласно сообщению Владимира Басманова в социальной сети «ВКонтакте», Николай Скородумов скончался 10 июня 2021 года в возрасте 70 лет в больнице Зеленограда.

## Численность. Руководящие органы
Как правило, организации «Памяти» (кроме организации Д. Васильева) в регионах имели собственных лидеров и не подчинялись одноимённым московским объединениям. На 1989 год в каждую из этих организаций входило от нескольких десятков до нескольких сотен человек (в Москве и Санкт-Петербурге). Так, НПФ «Память» Дмитрия Васильева насчитывала в 1989 году примерно 400 человек. После августа 1991 года численность «Памяти» резко пошла на убыль. Тем не менее, к моменту II всероссийского съезда НПФ «Память» (13—14 декабря 1994) организация, по данным её руководства, имела 52 региональных отделения в России и ближнем зарубежье. Об их численности ничего не говорилось, вполне возможно, что они состояли только из своих руководителей. В пользу этого говорит и то, что в июле 1995 года НПФ «Память» была зарегистрирована в качестве всего лишь межрегиональной, а не общероссийской организации (для признания организации общефедеральной необходимо наличие у неё региональных отделений численностью не менее чем по 10 человек в половине субъектов РФ).
В организационном отношении «Память» всегда отличалась ярко выраженным авторитаризмом: все решения, в том числе касающиеся формирования руководящих органов (в НПФ «Память» — Центрального совета), принимаются единолично лидером. «Память» категорически отрицает принцип выборности, её руководители не избираются, а «призываются». По всей видимости, именно это явилось причиной столь частых расколов, а также долгого отсутствия официальной регистрации организации, которая невозможна без проведения учредительных мероприятий и принятия соответствующих документов. Так, Первое Собрание (съезд) Национально-патриотического фронта «Память» состоялось только 6 октября 1992 года. На нём впервые был официально «призван» (единогласно избран без проведения формальной процедуры голосования) Центральный совет НПФ во главе с Дмитрием Васильевым. В дальнейшем (впрочем, так же, как и ранее) состав ЦС НПФП менялся не на официальных мероприятиях (II съезд Фронта состоялся в декабре 1994 года), а по воле лидера организации.

## Влияние
- Дело Норинского.
- Об организации говорится в третьей серии документального сериала «Мы» 1989 года, созданного по заказу английского телевидения латышским советским режиссёром Юрисом Подниексом.
- Деятельности организации посвящена песня «Общество „Память“» группы «Гражданская оборона». Общество «Память» также упоминается и в другой песне группы — «Всё в Порядке (З***сь)»
- Упоминается в последнем альбоме рок-группы «ДК» «Пожар в мавзолее» 1990 года: общество «Память» являлось одной из центральных тем альбома.
- Упоминается в песне «Монолог гражданина, пожелавшего остаться неизвестным» Андрея Макаревича из его сольного альбома «У Ломбарда» (1991).
- Упоминается общество также сразу в двух песнях «ДДТ» из альбома «Пластун» (записан в начале 1990-х годов, вышел в свет в 1995) — «Перестроище» и «Депутат Прокопенко».
- Эмблема журнала фанатов футбольного клуба ЦСКА «Русский фан-вестник» — колокол — по словам автора журнала Андрея Малосолова, была стилизацией одного из символов патриотического движения «Память»[22].